# Süchbaatar-Aimag

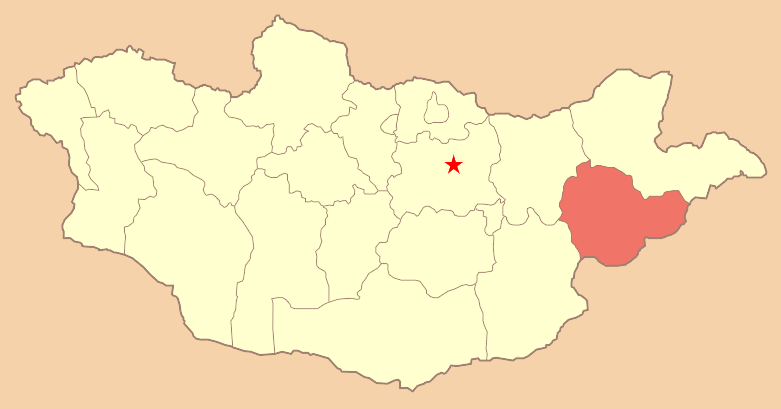

Süchbaatar-Aimag este un aimag, (provincie) în Mongolia.
| Capitala: Baruun-Urt    |                                               |
| Distanța de Ulaanbaatar | 460 km                                        |
| Coordonate              | 46°41′0″N 113°17′0″E / 46.68333°N 113.28333°E |
| Altitudine              | 981 m                                         |
| Populațe                | 15'133 (2000)                                 |